# 23 Śląska Brygada Obrony Terytorialnej
23 Śląska Brygada Obrony Terytorialnej – związek taktyczny SZ RP.
Brygada stacjonowała w Gliwicach. Podporządkowana była dowódcy Śląskiego Okręgu Wojskowego.

## Historia
Brygada została sformowana w październiku 2001 roku na bazie 25 pułku zmechanizowanego, wchodzącego wcześniej w skład 10 Dywizji Zmechanizowanej. Formowanie brygady przebiegało z dużymi trudnościami związanymi z brakiem wystarczających funduszy oraz z przekazywaniem na jej wyposażenie starego, często niesprawnego sprzętu. Niektóre pododdziały nie posiadały etatowego uzbrojenia np. kompania wsparcia nie otrzymała moździerzy. Braki te poważnie ograniczały możliwości realizacji zadań szkoleniowych przez brygadę. 
3 października 2002 roku na placu Krakowskim w Gliwicach, podsekretarz stanu w MON ds. społecznych Piotr Urbankowski, wręczył brygadzie sztandar. W tym dniu brygada otrzymała nazwę wyróżniającą "Śląska".
W 2003 planowano przeformowanie brygady na batalion OT, co miało związek z niedoposażeniem brygady. W dniach 3-7 lutego 2003 w brygadzie została przeprowadzona kontrola, która stwierdziła niedostateczny poziom wyszkolenia ogniowego oraz rażące zaniedbania dyscypliny wojskowej (zjawisko tzw. fali). Wyniki kontroli spowodowały, że 19 lutego minister Obrony Narodowej Jerzy Szmajdziński podjął decyzję o rozformowaniu brygady, co było pierwszym przypadkiem tego typu w powojennej historii Wojska Polskiego.
Brygadę rozwiązano do 30 września 2003. W jej miejsce powstał 19 batalion Obrony Terytorialnej. Rok później batalion ten również rozformowano tworząc na jego bazie Oddział Specjalny Żandarmerii Wojskowej.

## Zadania i przeznaczenie
Zasadnicze zadania brygady:
- szkolenie programowe pododdziałów: piechoty zmotoryzowanej, rozpoznawczych, łączności i logistycznych
- szkolenie i przygotowanie rezerw osobowych
- doskonalenie systemu reagowania kryzysowego
- kształtowanie postaw proobronnych wśród społeczeństwa

## Dowódcy brygady
- płk Jan Szydłowski
- ppłk Henryk Gmyrek

## Przekształcenia
1. 40 pułk piechoty → 40 zmotoryzowany pułk piechoty → 40 pułk zmechanizowany[a] → 25 pułk zmechanizowany →  23 Śląska Brygada Obrony Terytorialnej → 19 batalion Obrony Terytorialnej → Oddział Specjalny Żandarmerii Wojskowej → Jednostka Wojskowa Agat
2. 25 pułk piechoty↘ rozformowany w 1949